# HELP.gv.at
HELP.gv.at war eine behördenübergreifende Plattform der österreichischen Bundesverwaltung. HELP.gv.at (kurz „HELP“) begann 1997 als Informationsangebot über Behördenwege für die Bürger und wurde 2019 mit der neuen zentralen E-Government-Anwendung oesterreich.gv.at zusammengeführt.

## Aufbau und Entwicklung
Das HELP-Projekt wurde 1997 vom Bundesministerium für Finanzen begründet. Ab dem Jahr 2000 wurde die Plattform vom Bundesministerium für öffentliche Leistung und Sport (BMÖLS) verwaltet. Im Jahr 2003 ging die Zuständigkeit auf das Bundeskanzleramt (Abteilung I/13 – E-Government – Programm- und Projektmanagement) über. Die redaktionelle Leitung wurde ab September 2009 von der Wiener Zeitung sichergestellt. Im März 2019 wurde das Informationsangebot von HELP.gv.at in die neue E-Government-Anwendung oesterreich.gv.at überführt und ist seither dort abrufbar.

## Umfang und Leistung
HELP gliederte die Information in „Lebenssituationen“, wie z. B. „Haustiere“, „Scheidung“ oder „Vereine“. Zu jeder Lebenssituation bot HELP Informationen und Anleitungen zu Behördenwegen, half dabei, die zuständigen Ämter zu finden und verwies auf Online-Formulare und andere E-Government-Angebote.
Neben HELP für Bürger und Bürgerinnen gab es auch HELP für Wirtschaft und HELP for Foreign Citizens auf Englisch. HELP bot weiters Online-Foren, in denen Bürger Fragen stellen konnten, die von Beamten fachkundig und rasch beantwortet werden konnten. Außerdem bot der Behördenführer ein Begriffslexikon mit Erklärungen zu rechtlichen Ausdrücken und Redewendungen.

## Preise und Auszeichnungen
Das HELP-Projekt hat mehrfach Preise gewonnen. Ein kurzer Auszug:
- 2003: e-Europe Award, Kategorie „A better life for European citizens“
- 2005: Justitia Award, zweiter Platz
- 2006: Goldene BIENE, Kategorie „Komplexe Einkaufs- und Transaktionsangebote“